# Pantai Remis
Pantai Remis is een plaats in de Maleisische deelstaat Perak.
Pantai Remis telt 1600 inwoners.